# 全国高等専門学校野球大会

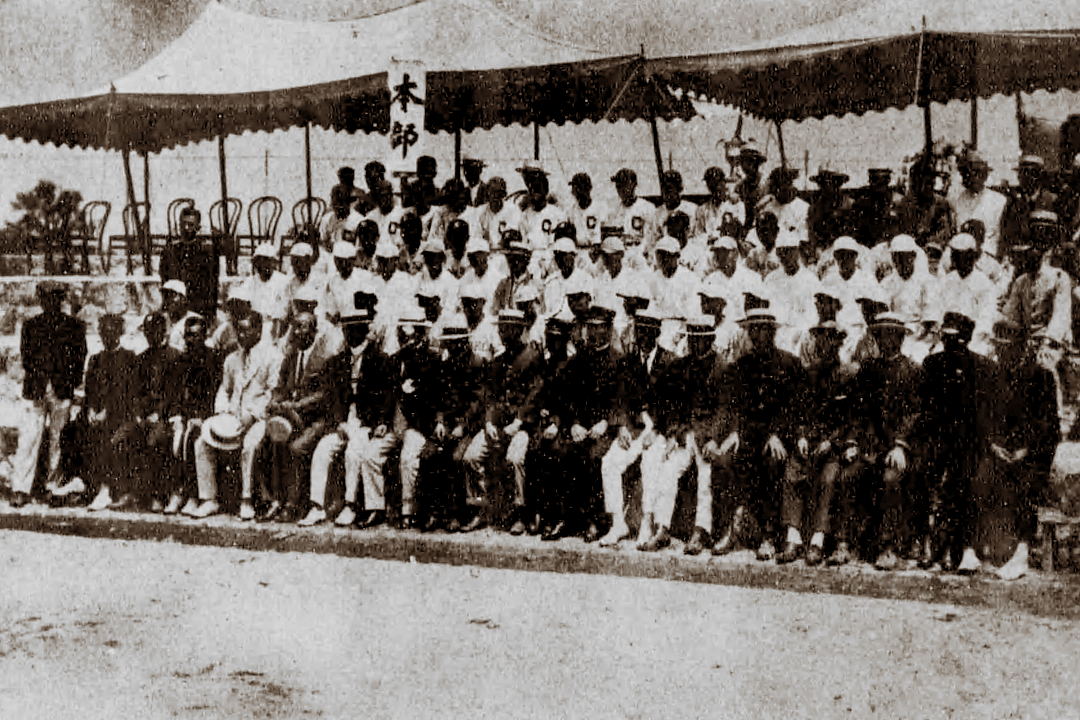
大正13年第1回全国高専野球決勝大会出場校（一高、小樽高商、神戸高商、長崎高商）

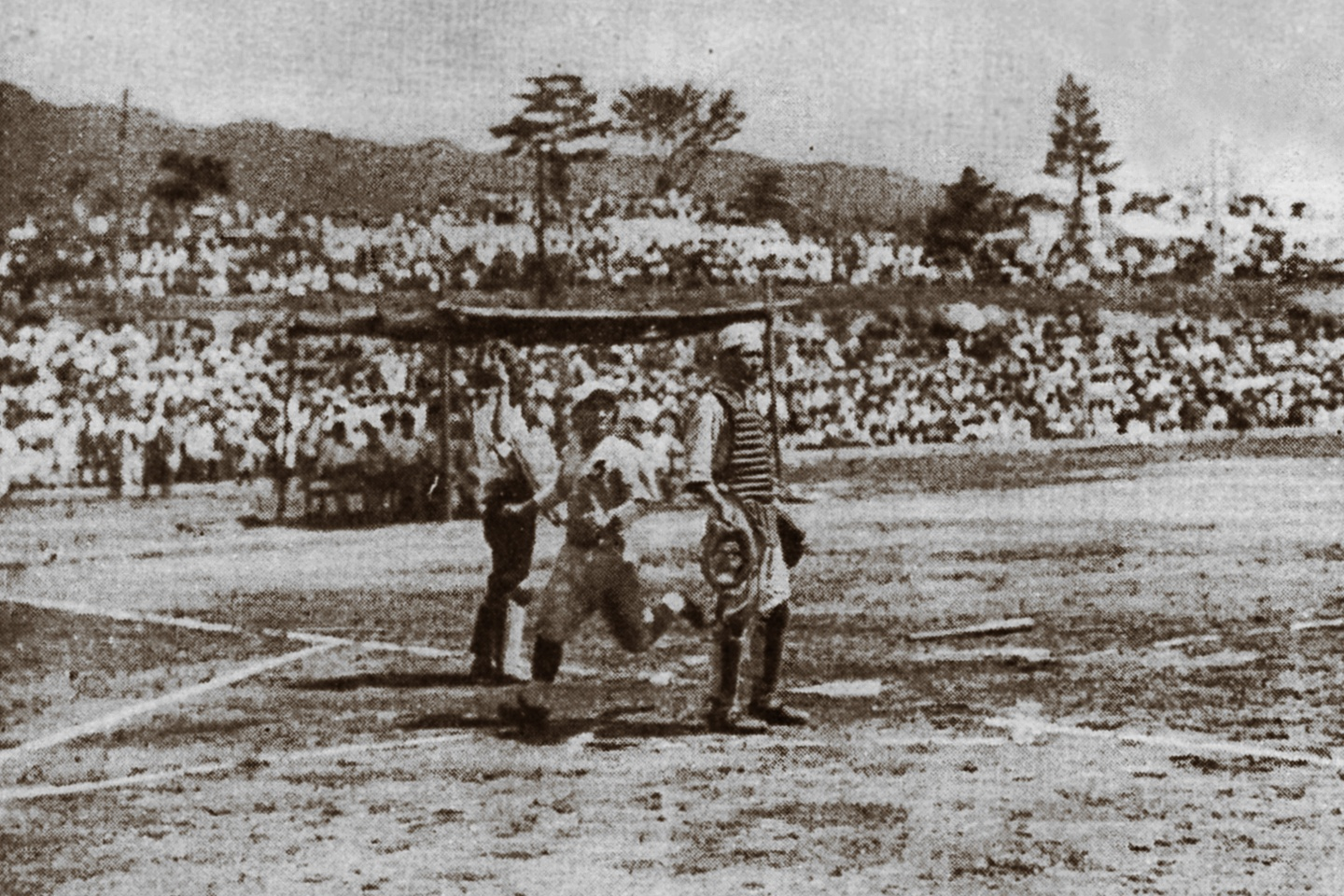
第3回全国高専野球決勝戦（1926年、五高対明大予科）

全国高等専門学校野球大会（ぜんこくこうとうせんもんがっこうやきゅうたいかい）とは、日本における学制改革以前の高等学校と専門学校（高等実業学校を含む）による野球大会のこと。1935年（昭和10年）以降は高校野球と実業専門学校野球に別れた。

## 概要
1924年（大正13年）、京都帝大の主唱によって第1回の全国高等専門学校野球大会が開催された。この大会は東京・京都・東北・九州の四帝国大学野球連盟が主催し、朝日新聞社が後援となり、各帝大所在地で地区予選（東北・関東・関西・西部）を行い、地区代表4チームを1箇所に集めて優勝戦を行うものであった（試合会場は東京と京都で1年交代の持ち回り）。
その後、1928年（昭和3年）になって京大が阪神電鉄の援助も受けることにしたため、会場は甲子園球場に定まった。しかし、電鉄会社の後援のもとで有料試合を行うことに批判が起き、一高は“高専分離”を提案。専門学校勢の躍進が背景にあったが、三高は「分離はレベル低下となる」と反論したため、このときは高専分離は行われなかった。
1932年（昭和7年）、野球統制令が出されたことをきっかけに、改革論議が東大と京大の間で再燃。東大の主張を容れる形で1934年（昭和9年）は大会を2部制とした。しかし中途半端な改革だったため再び論議を呼び、翌年春、連盟はついに分裂。その後は全国高等学校野球連盟と全国実業専門学校野球連盟の手により、高校野球大会と実業専門学校野球大会が別個に開催されるようになった。両大会は戦時中断をはさんで1948年（昭和23年）まで行われた。

## 大会結果

### 全国高等専門学校野球大会
主催：四帝国大学野球部連盟
| 大会                 | 優勝校     | 準優勝校   |
| -------------------- | ---------- | ---------- |
| 第1回大会（1924年）  | 第一高校   | 長崎高商   |
| 第2回大会（1925年）  | 関西学院   | 長崎高商   |
| 第3回大会（1926年）  | 第五高校   | 明大予科   |
| 第4回大会（1927年）  | 関大予科   | 山口高商   |
| 第5回大会（1928年）  | 同志社高商 | 横浜高工   |
| 第6回大会（1929年）  | 横浜高商   | 第二高校   |
| 第7回大会（1930年）  | 第四高校   | 横浜高工   |
| 第8回大会（1931年）  | 名古屋高商 | 立命館予科 |
| 第9回大会（1932年）  | 立命館予科 | 法大予科   |
| 第10回大会（1933年） | 横浜高商   | 松山高商   |

| 大会                 | 第一部（高校）優勝校 | 第二部（専門学校）優勝校 |
| -------------------- | -------------------- | ------------------------ |
| 第11回大会（1934年） | 松山高校             | 横浜高商                 |

※高校と専門学校で別個に開催

### 全国高等学校野球大会
- 主催：全国高等学校野球連盟
- 参加校：全国各高等学校、学習院高等科、北大予科
- 会場：東京と京都で1年交代の持ち回り

| 年次   | 優勝校             | 準優勝校           |
| ------ | ------------------ | ------------------ |
| 1935年 | 第二高校           | 広島高校           |
| 1936年 | 第一高校           | 静岡高校           |
| 1937年 | 佐賀高校           | 静岡高校           |
| 1938年 | 第六高校           | 高知高校           |
| 1939年 | 第六高校           | 水戸高校           |
| 1940年 | 山口高校           | 高知高校           |
| 1941年 | 戦争準備のため中止 | 戦争準備のため中止 |
| 1942年 | 広島高校           | 府立高校           |
| 1943年 | 中止               | 中止               |
| 1944年 | 中止               | 中止               |
| 1945年 | 中止               | 中止               |
| 1946年 | 学習院高等科       | 第二高校           |
| 1947年 | 第八高校           | 成城高校           |
| 1948年 | 第三高校           | 第六高校           |

### 全国実業専門学校野球大会
- 主催：全国実業専門学校野球連盟
- 後援：朝日新聞社
- 会場：地区大会は全国4箇所、決勝大会は東京と関西で1年交代の持ち回り

| 年次   | 優勝校                             | 準優勝校                           |
| ------ | ---------------------------------- | ---------------------------------- |
| 1935年 | 実業専門学校野球大会は地区大会のみ | 実業専門学校野球大会は地区大会のみ |
| 1936年 | 同志社高商                         | 京城医専                           |
| 1937年 | 同志社高商                         | 高松高商                           |
| 1938年 | 横浜高商                           | 松山高商                           |
| 1939年 | 横浜専門                           | 横浜高商                           |
| 1940年 | 横浜高商                           | 西南学院                           |
| 1941年 | 戦争準備のため中止                 | 戦争準備のため中止                 |
| 1942年 | 横浜高商                           | 横浜高工                           |
| 1943年 | 中止                               | 中止                               |
| 1944年 | 中止                               | 中止                               |
| 1945年 | 中止                               | 中止                               |
| 1946年 | 大分経専                           | 鳥取農専                           |
| 1947年 | 東北学院                           | 芝浦工専                           |
| 1948年 | 横浜経専                           | 横浜工専                           |

旧制高等学校と旧制専門学校は学制改革のため新制大学に吸収されることになり、この年が最後ということで、三高と横浜経専の対戦が実現し、横浜経専が接戦を制して最後の優勝旗を得た。

## 関連文献
- 朝日新聞社 『運動年鑑』 各年度版
- 帝国大学野球部連盟 『十周年記念 高等専門学校野球大会史』 1933年
- 広瀬謙三 『日本の野球史』 日本野球史刊行会、1964年